# S/2004 S 17
S/2004 S 17 je prirodni satelit planeta Saturn otkriven 2004. godine. Vanjski nepravilni satelit iz Nordijske grupe s oko 4 kilometra u promjeru i orbitalnim periodom od 985.453 dana.